# Дом Юнусовых — Апанаевых
Дом Юнусовых — Апанаевых (дом Б. К. Апанаева, третья усадьба Апанаевых) — историческое здание в Казани, в Старо-Татарской слободе, на углу улиц Габдуллы Тукая и Фатыха Карима, выходит на Юнусовскую площадь. Построено в первой половине XIX века, перестроено в начале XX века. Объект культурного наследия регионального значения.

## История
Первоначальное здание было возведено городским головой Татарской ратуши Мухамет-Рахимом Юнусовым в начале XIX века. Его внук И. Г. Юнусов дважды, в 1848 и 1861 годах, перестраивал здание. С конца 1880-х гг. дом перешёл к купцу первой гильдии Б. К. Апанаеву, который ещё раз перестроил дом в 1906 году. Именно в таком облике здание сохранилось до настоящего времени. С 1918 года особняк национализирован, занят медицинскими учреждениями (до настоящего времени, сейчас городская поликлиника № 7). В 1981 году сзади пристроено новое трёхэтажное здание поликлиники. В 2006—2009 гг. дом Апанаева был отреставрирован.

## Архитектура
Стиль здания характеризуется как модерн национально-романтического направления, в восточном колорите, с псевдобарочными элементами. Особняк двухэтажный, кирпичный, в плане Г-образный. Парадный угол дома украшает прямоугольный эркер, в котором имеется крупное ячеистое окно. Эркер венчает высокий шатёр-епанча в форме усечённой пирамиды. Главный вход в дом — в левой части фасада, со стороны Юнусовской площади и улицы Тукая. Над главным входом — ещё один, плоский, эркер. Другой вход, с улицы Карима, вероятно, вёл в женскую половину дома. Правое крыло, по улице Карима, более протяжённое, два ризалита разделяют его на три части. Ризалиты на обоих боковых крыльях сильно выступают над карнизом дома, образуя аттики с фронтонами сложной формы, близкие к барочным. В их тимпанах расположены люкарны, окружённые лепным декором. Выступ углового эркера над карнизом уступчатый по форме, а примыкающие к нему ризалиты имеют лучковые завершения. Над широкими оконными проёмами лучковой формы второго этажа в ризалитах находятся многоступенчатные лучковые сандрики, над прочими окнами, обрамлёнными валиками — небольшие сандрики с волютами, а также лепными украшениями под карнизом. Профилированный карниз, над которым находится полоса из подоконных ниш, разделяет два этажа. Верхний карниз аналогичен ему по профилю, снабжён чередующимися конусовидными и ступенчатыми кронштейнами. Планировка традиционная для татарских домов. Сохранились и отреставрированы исторические дубовые двери, парадная лестница и скульптуры в вестибюле.